# Pocono Raceway
Le Pocono Raceway (anciennement Pocono International Raceway) surnommé The Tricky Triangle est un circuit automobile type superspeedway de forme  ovale.
Le circuit est situé à Long Pond en Pennsylvanie aux États-Unis. Il comporte de nombreuses tribunes offrant 76 812 places assises.
Pocono est un des rares circuits NASCAR qui n'est pas propriété des sociétés Speedway Motorsports, Inc. ou International Speedway Corporation. Il est dirigé par Igdalsky Brandon et Nicholas, tous deux membres de la troisième génération de la famille Mattco Inc, initiée par Joseph II et Rose Mattioli. Ils sont également propriétaire du South Boston Speedway situé en Virginie à South Boston.

## Configuration du circuit
Le circuit de Pocono est un circuit automobile type superspeedway de forme  ovale à nulle autre pareil. Il a été dessiné par le champion 1959 et 1962 d'IndyCar Roger Ward, son design est unique.
Sa piste est longue de 2,5 milles (4,023 km) et son inclinaison est modérée.
Le tracé des virages et des lignes droites qui s'ensuivent est copié de configuration de trois autres circuits :
- Le virage 1 possède une inclinaison à 14° et est similaire à ceux de l'ancien circuit de Trenton Speedway (en)
- Le virage 2 (aussi dénommé le The Tunnel Turn) possède une inclinaison à 9° comme sur le circuit Indianapolis Motor Speedway
- Le virage 3 possède une inclinaison à 6° et est similaire au circuit Milwaukee Mile.

Le circuit peut être considéré comme un tri-ovale, mais les virages sont plus aigus que sur les tri-ovales typiques comme le Daytona International Speedway et le dessin de la piste ressemble plus à un triangle. Les virages ressemblent quelque peu aux virages en forme d'épingle des circuits routiers. Le fait qu'ils ne soient pas identiques et que les lignes droites soient toutes de différentes longueurs ajoute une difficulté supplémentaire à ce circuit (une ligne droite principale de 1 139 m, 931 m entre les virages 1 et 2 et 543 m entre les virages 2 et 3). L'inclinaison des virages est également bien inférieure à la majorité des autres longs circuits de forme ovale. Même si la piste est longue (4 km), sa configuration fait que les vitesses moyennes sont assez inférieures aux autres circuits de longueur similaire, si bien que les plaques de restriction n'y sont pas imposées.
À cause de ces caractéristiques uniques, le circuit est parfois appelé comme un roval (en) (un circuit ovale possédant les caractéristiques d'un circuit routier). Parfois Pocono est considéré comme un parcours routier modifié en raison de l'utilisation de changements de vitesses pouvant gérer tout à la fois la courbe la plus lente et la vitesse la plus rapide dans la ligne droite principale. Le design étrange du circuit rend la configuration de la voiture et le réglage du châssis encore plus important (et difficile) que sur n'importe quel autre circuit.
L'ovale triangulaire possède en son centre (dans l'infield), trois autres circuits indépendants : le tracé nord, le tracé ouest et le tracé sud. Ces circuits empruntent tous une partie différente de l'ovale. Lors des weekends sans course officielle, plusieurs clubs peuvent utiliser ces trois circuits. Ces circuits peuvent être parcourus dans les deux directions. Ils peuvent également être reliés totalement ou partiellement. Par exemple, le tracé nord et le sud peuvent être reliés en empruntant une autre partie de l'ovale.

## Initiatives environnementales
En juillet 2010, le Pocono Raceway est équipé d'un système photovoltaïque de 3 mégawatts devenant la plus grande installation sportive à énergie solaire du monde. La ferme solaire (The solar farm) se situe sur un terrain d'environ 25 acres comportant près de 40 000 modules solaires. L'installation couvre la consommation totale en énergie de l'ensemble du complexe automobile mais fournit également la consommation électrique de 1 000 maisons. En décembre 2010, après moins de quatre mois de fonctionnement, ce système avait franchi la barre du million de kilowatts/heure produits. Pour les vingt années à venir, 72 millions de kilowatts/heure devraient être produits, remplaçant une production annuelle de 3 100 tonnes de dioxyde de carbone.
D'autre part, un troupeau de moutons est également utilisé pour garder l'herbe à un niveau bas sur l'ensemble du complexe.

## Courses actuelles
- NASCAR Cup Series :

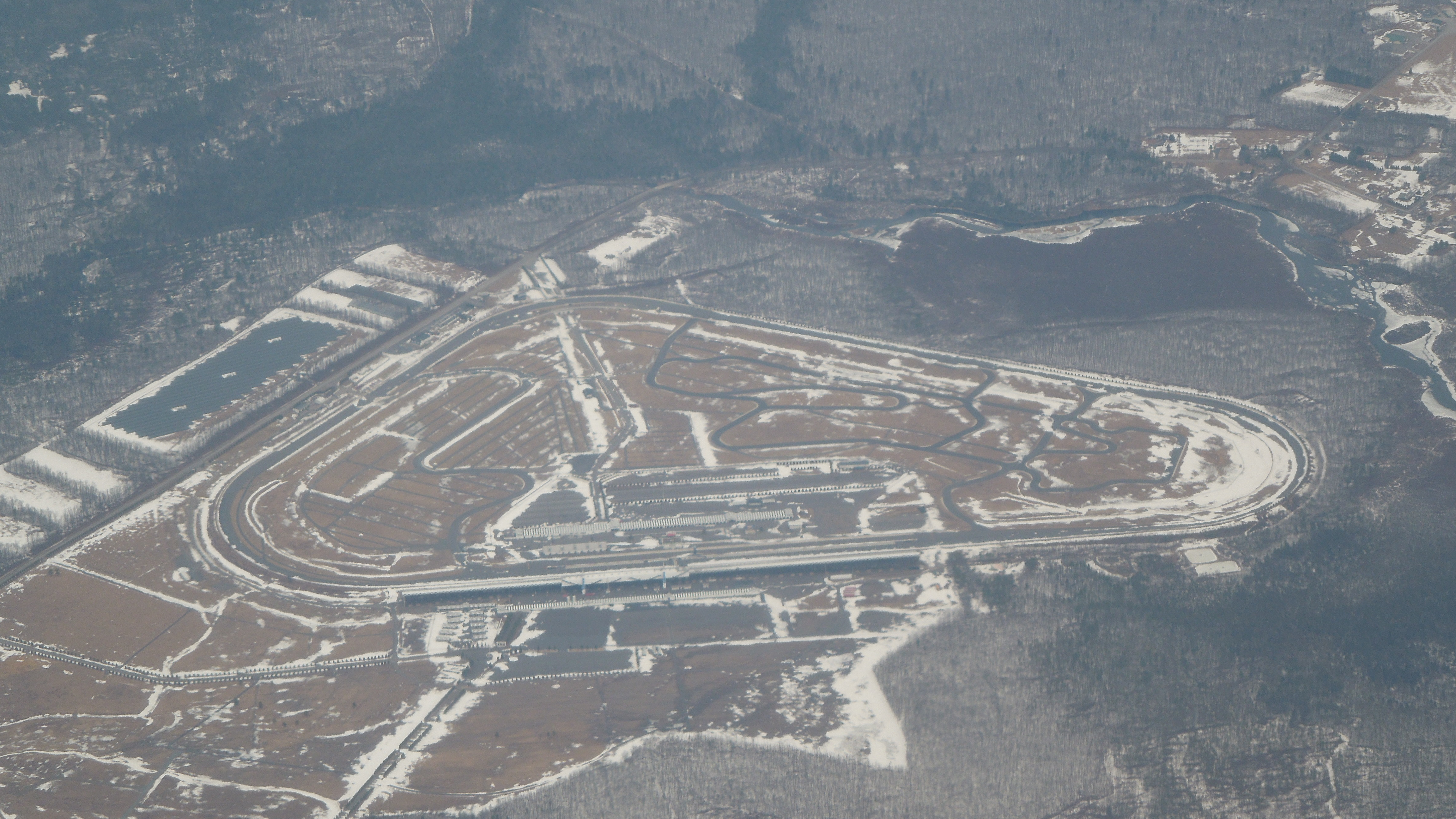
Vue aérienne du complexe de Pocono.

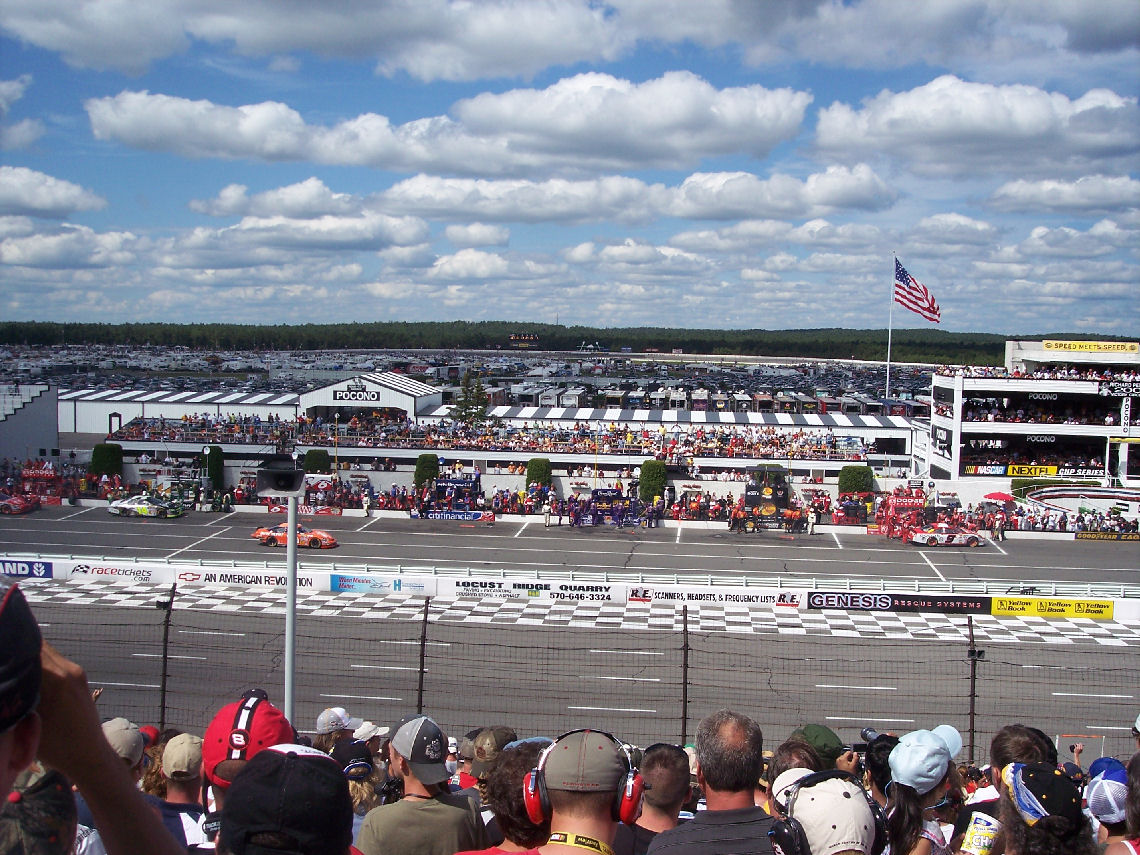
Le Pennsylvania 500 de 2006

  - le Pocono 400 dénommé en 2017 l'Axalta presents the Pocono 400 se déroulant au mois de juin ;
  - le Gander Outdoors 400 se déroulant entre la mi et la fin-juillet ;
- NASCAR Xfinity Series :
  - le Pocono Green 250 (en), début juin ;
- NASCAR Camping World Truck Series :
  - Overton's 150 (en) fin juin ou début août ;
- IndyCar Series :
  - ABC Supply 500
- ARCA Racing Series :
  - General Tire #AnywhereIsPossible 200, début juin ;
  - ModSpace 150, fin juillet/début août.

En dehors des courses de NASCAR, Pocono a toujours été l'hôte des compétitions de la Sports Car Club of America (SCCA) ainsi que le siège de plusieurs clubs de moto et d'écoles de pilotage.

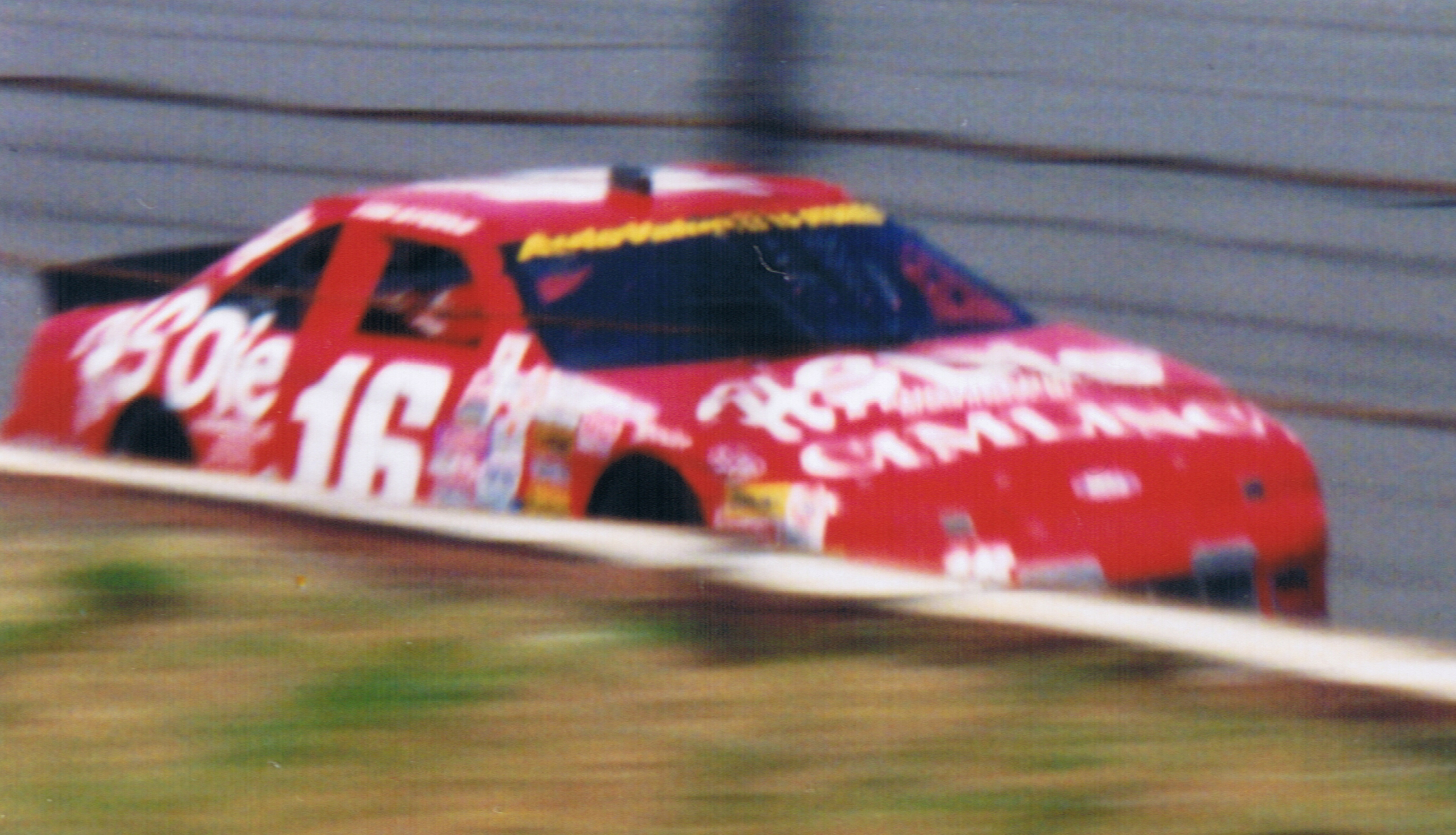
Tim Steele lors de la course ARCA en juin 1996. Steele, 3 fois champion ARCA, remporte 9 courses ARCA à Pocono.

## Anciennes courses
- USAC et CART
  - Pocono (en) (1971–1989)
- IMSA GT
  - Grand Prix at Pocono (1981 (en)–1985 (en))

## Accident
Le 23 août 2015, le pilote britannique Justin Wilson est victime d'un accident lors de la course ABC Supply 500 en IndyCar Series. Sa tête heurte un débris issu de la voiture de Sage Karam laquelle venait de percuter un mur. Justin Wilson héliporté à l'hôpital y décédera le lendemain.

## Records de la piste
- NASCAR en qualification : Kyle Larson, 295,215 km/h, 1er août 2014.
- NASCAR en course : Jeff Gordon, 233,973 km/h, 12 juin 2011.
- CART en qualification : Emerson Fittipaldi, 340,722 km/h, 1989.
- CART en course : Danny Sullivan, 274,747 km/h, 1989.
- IndyCar en qualification : Juan Pablo Montoya, 360,285 km/h, 5 juillet 2014 (Record global du circuit)[7].
- IndyCar en course : Juan Pablo Montoya, 325,734 km/h, 6 juillet 2014 (Record global du circuit)[7]
- Record de victoires en Open Wheel : A. J. Foyt (4), en 1973, 1975, 1979 et 1981[8].
- Record de victoires en Single Series: Tim Steele (en) (9) en ARCA Racing Series[9].

### Tour le plus rapide
Le 6 juillet 2014, lors de l'épreuve des IndyCar Series, le pilote colombien Juan Pablo Montoya, engagé avec le Team Penske, réalise la vitesse moyenne la plus élevée de l’histoire sur une course de 500 miles (805 km) avec 325,73 km/h,.
Il avait réalisé la veille, lors des qualifications, le record absolu du tour sur ce circuit avec 360,36 km/h de moyenne.

## Records en NASCAR Cup Series

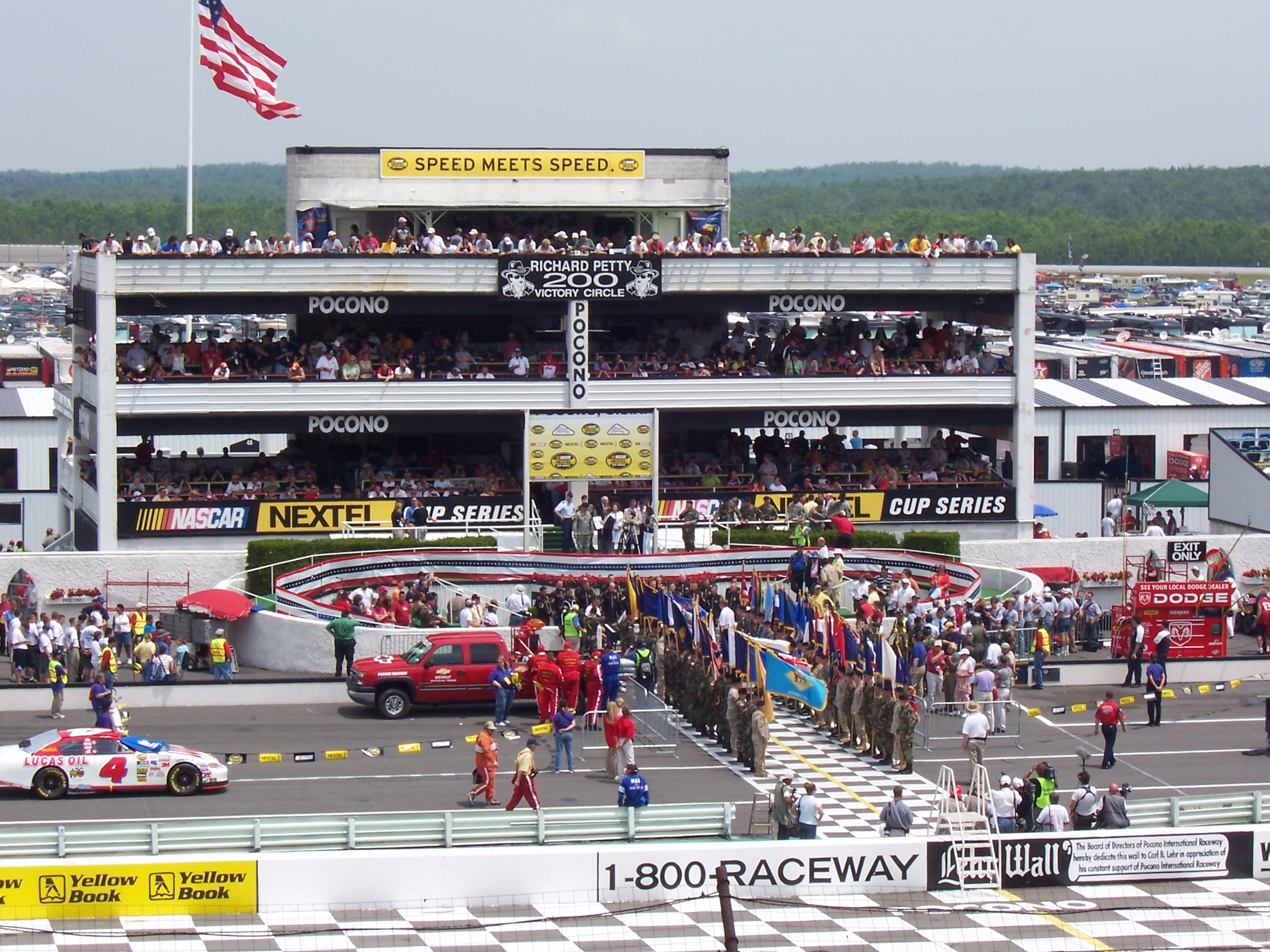
La ligne droite de départ-arrivée.

(Dernière mise à jour le 25 juillet 2022)

| + grand nombre de victoires      | 7     | Denny Hamlin,              |
| + grand nombre de Top-5          | 20    | Mark Martin Jeff Gordon    |
| + grand nombre de Top-10         | 34    | Mark Martin                |
| + grand nombre de départs        | 55    | Ricky Rudd                 |
| + grand nombre de poles          | 5     | Ken Schrader Chase Elliott |
| + grand nombre de tours terminés | 9 884 | Terry Labonte              |
| + grand nombre de tours en tête  | 1 040 | Jeff Gordon                |
| Place moyenne au départ          | 4,7   | David Pearson (6 courses)  |
| Place moyenne à l'arrivée        | 9,9   | William Byron (9 courses)  |

Notes :
1. ↑  Bien qu'ayant terminé premier du Pocono 350 de 2022, Denny Hamlin a été disqualifié après que sa voiture ait échoué au contrôle technique d'après course. Il n'a dès lors pas été crédité d'une 8e victoire.
2. 1 2  Minimum 5 départs